# Montmagny (regionale Grafschaftsgemeinde)
Montmagny ist eine regionale Grafschaftsgemeinde (französisch municipalité régionale du comté, MRC) in der kanadischen Provinz Québec.
Sie liegt in der Verwaltungsregion Chaudière-Appalaches und besteht aus 14 untergeordneten Verwaltungseinheiten (eine Stadt, neun Gemeinden und vier Sprengel). Die MRC wurde am 1. Januar 1982 gegründet. Der Hauptort ist Montmagny. Die Einwohnerzahl beträgt 22.698 (Stand: 2016) und die Fläche 1.698,13 km², was einer Bevölkerungsdichte von 13,4 Einwohnern je km² entspricht.

## Gliederung
Stadt (ville)
- Montmagny

Gemeinde (municipalité)
- Berthier-sur-Mer
- Cap-Saint-Ignace
- Lac-Frontière
- Notre-Dame-du-Rosaire
- Sainte-Euphémie-sur-Rivière-du-Sud
- Sainte-Lucie-de-Beauregard
- Saint-François-de-la-Rivière-du-Sud
- Saint-Just-de-Bretenières
- Saint-Paul-de-Montminy

Sprengel (municipalité de paroisse)
- Saint-Antoine-de-l’Isle-aux-Grues
- Sainte-Apolline-de-Patton
- Saint-Fabien-de-Panet
- Saint-Pierre-de-la-Rivière-du-Sud

## Angrenzende MRC und vergleichbare Gebiete
- Bellechasse
- Les Etchemins
- L’Islet